# MG-17
MG-17 (нім. Maschinengewehr 17) — німецький авіаційний кулемет,
призначений для монтування на фіксованих позиціях на корпусі літака та стрільби у напряму польоту. Був розроблений і виготовлявся фірмою Rheinmetall AG. Перебував на озброєнні Люфтваффе на початку Другої світової війни, однак швидко застарів і був замінений іншими великокаліберними кулеметами та гарматами.

## Історія
З 1927 по 1933 роки діяла угода про співпрацю між Rheinmetall AG та зброярською фабрикою, розташованою у місті Золотурн у нейтральній Швейцарії. За цей час німцям вдалось обійти обмеження, накладені Версальським договором та розробити ряд кулеметів та автоматів. Досвід, отриманий під час розробки цих зразків зброї, був використаний для проєктування MG-15, MG-17 та інших видів озброєння.
На початку Другої світової війни встановлювався як основний кулемет майже на всі моделі літаків Люфтваффе. Однак вже в кінці 1940 року його почали замінювати зброєю, що мала більший калібр (зокрема Mg-131).
Застарілі кулемети модифікували (додаючи прицільні пристрої, ременя для перенесення, приклад тощо) та передавали у піхотні частини. До початку 1944 року конвертацію пройшли понад 24000 одиниць зброї.

## Конструкція
Конструктивно MG-17 нагадує MG-15, але на відміну від нього, стрільба ведеться з закритим затвором. Це дозволяє використовувати MG-17 разом з пристроєм для синхронізації стрільби через пропелер. Також MG-17 має більшу вагу, ніж MG-15, а живлення відбувається зі стрічки з патронами.
MG-17 може використовувати усі типи набоїв 7,92×57mm Mauser, стандартних для гвинтівок Вермахту. Проте, існували типи патронів, спеціально призначені для авіаційних кулеметів: так званий V-Patrone з посиленим зарядом пороху та B-Patrone, який містив фосфор і використовувався як запалювальний.

## Літаки, що використовували кулемет MG-17
Третій Рейх
- Arado Ar 196
- Messerschmitt Bf 109
- Messerschmitt Bf 110
- Dornier Do 17
- Focke-Wulf Fw 189
- Focke-Wulf Fw 190
- Junkers Ju 87
- Junkers Ju 88